# Kajmak
Kajmak je sveži sir, ki ga pozna balkanska kuhinja. Pridobivajo ga iz kravjega ali ovčjega mleka , ki ga po molži segrejejo, nastalo zgornjo smetanasto plast pa posnamejo. Posneto smetano, ki mora imeti najmanj 50% maščobe nato osolijo in jo dajo v lesene čebre, kjer jo pustijo, da prevre in tako preprečijo kisanje. Smetano pustijo zoreti več dni. Manj zoreno smetano prodajajo kot »mlad«, bolj zoreno pa kot »zrel« kajmak. Kajmak vsebuje visok odstotek mlečnih maščob (okoli 60 %) in je goste konsistence. Star kajmak je zrnat, lojastega in žarkega okusa.
Beseda izhaja iz turščine, kjer je kaymak podoben mlečni produkt kot balkanski kajmak, a je iz bivoljega mleka.